# Kola zaostrzona
Kola zaostrzona (Cola acuminata) – gatunek wiecznie zielonego drzewa z rodziny ślazowatych. W stanie dzikim występuje na terenach tropikalnych lasów Afryki Zachodniej (Benin, Togo, Nigeria, Kamerun, Angola), gdzie uprawiana jest również na plantacjach.

## Morfologia
PokrójDrzewo o wysokości 10-12 metrów
LiścieZimozielone, całobrzegie, skórzaste, jajowatolancetowate o długości 6-22 cm.
OwocSkórzasty, czerwonobrązowy, długości 8—16 cm, złożony z 5 owocków zawierających wewnątrz po 3-5 czerwonych nasion znanych pod nazwą „orzeszki kola". Nasiona te zawierają do 2,7% kofeiny, teobrominy ok. 0,03%. Poza tym nasiona zawierają cukier, skrobię białka, substancje gumowe itp.

## Zastosowanie
Świeże owoce i nasiona są używane przez miejscową ludność jako cenny pokarm, jako używka do żucia oraz jako środek leczniczy wzmacniający, łagodzący ból, usuwający zmęczenie. Wysuszone owoce w postaci nalewek, wyciągów stanowią surowiec do wyrobu win, likierów oraz innych napojów (typu cola).

### Roślina lecznicza

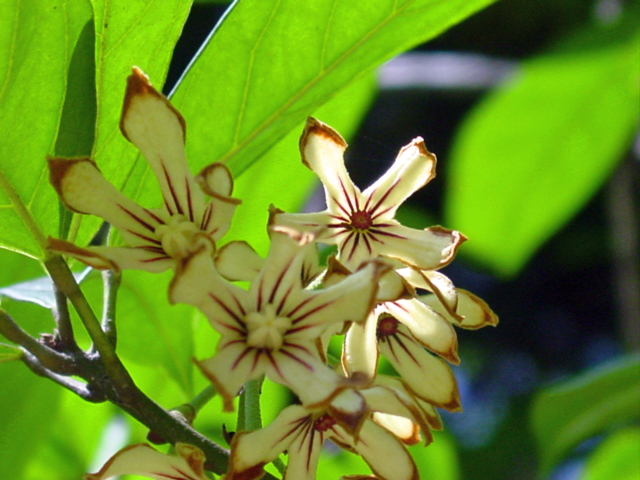
Kwiatostan koli zaostrzonej

Surowiec zielarskiZarodek kola (Colae semen) – wysuszone, całe lub połamane i pozbawione łupiny nasiennej nasiona koli błyszczącej i koli zaostrzonej. Zawartość kofeiny w surowcu powinna przekraczać 1,5%.